# Алопије
Алопије је личност из грчке митологије.

## Митологија
Према Аполодору, Алопије је био син Херакла и Теспијеве кћерке Антиопе.

## Биологија
Латинско име ове личности (Alopius) је назив за род у оквиру породице Alopiidae, али према неким класификацијама се сврстава у породицу Lamnidae.